# صدف تیغی

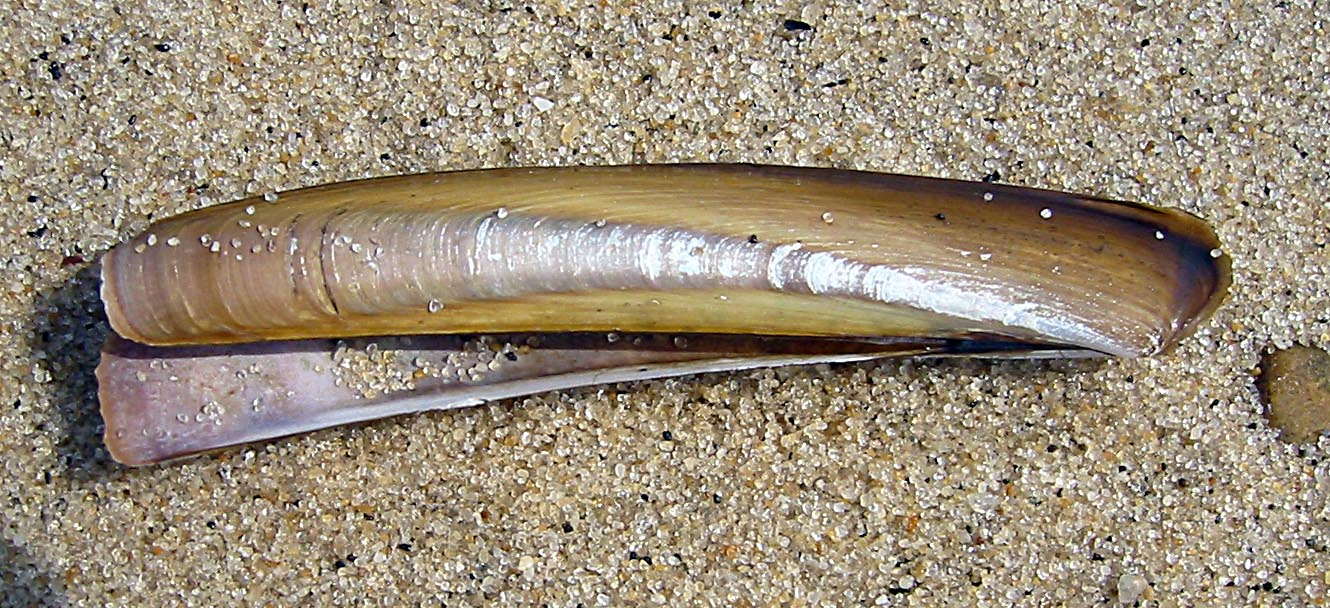

صدف تیغی که با نام ماهی تیغی هم شناخته می‌شود، از گروهدوکفه‌ای‌ها است.صدف تیغی بیش‌تر در سواحل شنی اروپای شمالی و کانادای شرقی، مانند جزیره پرنس ادوارد پیدا می‌شود.